# Nerol
Nerol – organiczny, związek chemiczny, terpen występujący w olejkach eterycznych: bergamotowym i nerolowym. Ma zapach róży.
Jest izomerem geometrycznym (o konfiguracji Z) geraniolu. Stosowany jest w przemyśle perfumeryjnym.